# Wilhelm Ludwig von Eschwege
Wilhelm Ludwig von Eschwege (Auer Wasserburg, Hesse, 10 de novembro de 1777 — Kassel, 1 de fevereiro de 1855), também conhecido por barão de Eschwege, Guilherme von Eschwege ou por Wilhelm Ludwig Freiherr von Eschwege, foi um geólogo, geógrafo, arquiteto e metalurgista alemão.
Foi contratado pela coroa portuguesa para proceder ao estudo do potencial mineiro do país. Encontrava-se em Portugal quando, em 1808, a corte se transferiu para o Brasil, devido à invasão francesa comandada por Junot. Seguiu posteriormente para o Brasil, onde se viria a notabilizar pela realização da primeira exploração geológica de carácter científico feita naquele país.

## Biografia
Wilhelm Ludwig von Eschwege nasceu a 10 de novembro de 1777 em Aue bei Eschwege, Hessen, Alemanha, filho de família aristocrática. Destinado à carreira militar, estudou na Universidade de Göttingen (1796-1799), tendo sido contemporâneo de Georg Heinrich von Langsdorff. Em Marburg tomou contato com a engenharia de minas, e tornou-se consultor em Clausthal e Richelsdorf, em 1801.
Apesar de alguns afirmarem que foi aluno de Abraham Gottlob Werner (1749-1817), o fundador da moderna mineralogia, não há nos anais de Freiberg referência a sua passagem por lá. A sua curiosidade intelectual levou-o a adquirir a formação acadêmica eclética, característica da intelectualidade europeia do século XIX. Estudou direito, ciências naturais, arquitetura, ciência e economia política, economia florestal, mineralogia e paisagismo.

### Em Portugal
José Bonifácio de Andrada e Silva foi o responsável, embora indireto, pela vinda do Barão de Eschwege para Portugal, conforme nos explica o próprio barão nos seus registos. Bonifácio solicitara a vinda de operários alemães especializados para a exploração de minas, sendo-lhe enviados cientistas alemães e entre eles um barão. Após reação adversa e explosiva de acolhimento, no seu habitual mau génio, Bonifácio se recompôs, felicitando os recém-chegados e considerando-os seus hóspedes. É o Barão que nos traça o modo como José Bonifácio vivia na Quinta do Almegue, nos arredores de Coimbra, com pouco conforto, no período em que foi professor de Metalurgia na Universidade. Este encontro merece ser destacado, pela importância que ambos vieram a ter nos destinos de Portugal e do Brasil .
Em 1802, Eschwege parte para Portugal, país onde permanece até 1810, ocupando o cargo de diretor de minas. Da sua experiência em Portugal, e das viagens de prospecção que empreendeu por todo o país, recolheu informação geológica e paleontológica, além de informações sobre técnicas de mineração e de administração das minas em Portugal e nas colônias, que lhe permitiram iniciar a publicação de diversas obras de caráter científico e integrar uma rede intelectual abrangente, que incluía, entre outros, sumidades como Goethe, Karl Marx e Alexander von Humboldt.
Durante a sua estada em Portugal catalogou inúmeros aspectos da mineralogia portuguesa e publicou um estudo sobre as conchas fossilizadas da região de Lisboa.
De 1803 a 1809 o barão de Eschwege esteve à testa da fábrica de artilharia e aprestos de ferro na Arega, Figueiró dos Vinhos, onde se fabricavam, entre muitas outras obras em ferro, os canhões para as forças armadas portuguesas.

#### No Brasil
Depois de ter trabalhado em Portugal, o barão de Eschwege seguiu em 1810 para o Brasil, a convite do príncipe regente D. João VI, para "reanimar a decadente mineração de ouro e para trabalhar na nascente indústria siderúrgica". Foi ainda encarregado do ensino das ciências da engenharia aos futuros oficiais do exército e de continuar, agora naquele território, os seus trabalhos de exploração mineira e de metalurgia.
Em 1810 foi criado pelo príncipe regente D. João o Real Gabinete de Mineralogia do Rio de Janeiro, sendo ele chamado para o dirigir e ensinar aos mineiros técnicas avançadas de extração mineral. Permaneceu até 1821 no Brasil, com a patente de tenente-coronel engenheiro, nomeado "Intendente das Minas de Ouro" e curador do Gabinete de Mineralogia.
Nesse mesmo ano Eschwege iniciou em Congonhas do Campo, Minas Gerais, os trabalhos de construção de uma fábrica de ferro, denominada de "Patriótica", empreendimento privado, sob a forma de sociedade por ações. Em 1811 sua siderurgia já produzia em escala industrial.
No ano de 1812, em Itabira do Mato Dentro (atual Itabira, Minas Gerais), foi pela primeira vez extraído ferro por malho hidráulico, com a ajuda de Eschwege, que ali inovou a mineração de ouro introduzindo os pilões hidráulicos na lavra do coronel Romualdo José Monteiro de Barros, futuro Barão de Paraopeba, em Congonhas do Campo.
Em 1817 foram aprovados pelo governo os estatutos das sociedades de mineração, que estabeleciam as bases para a fundação da primeira companhia mineradora do Brasil, sugeridas por Eschwege.
Nos campos da geologia e da mineralogia, empreendeu viagens de exploração das quais resultou uma vasta obra escrita de pesquisas geológicas e mineralógicas. Foram importantes suas expedições de exploração científica aos estados de São Paulo e Minas Gerais, o primeiro a assinalar a presença de manganês.
Da obra escrita, publicada na Europa, sobressaem Pluto Brasiliensis (Berlim, 1833) a primeira obra científica sobre a geologia brasileira, e Contribuições para a Orografia Brasileira.
Com Francisco de Borja Garção Stockler, teve papel importante na estruturação do ensino nas áreas da matemática e da física na Academia Militar do Rio de Janeiro, escola militar criada por carta régia de 4 de dezembro de 1810, que iniciou actividades a 23 de abril de 1811, e é uma das instituições antecessoras da atual  e a primeira escola de engenharia no Brasil.

#### De retorno a Portugal
Era amante da arquitetura e colaborou, a convite de D. Fernando de Saxe-Coburgo-Gota, rei consorte de Portugal, casado com a rainha D. Maria II, na elaboração dos planos para o Palácio Nacional da Pena. Tal colaboração deu-se entre 1836 e 1840, muito depois do seu regresso do Brasil.

#### Na Alemanha
Regressou à Alemanha, onde faleceu em Kassel-Wolfsanger, Hessen, em 1 de fevereiro de 1855.

#### Considerações

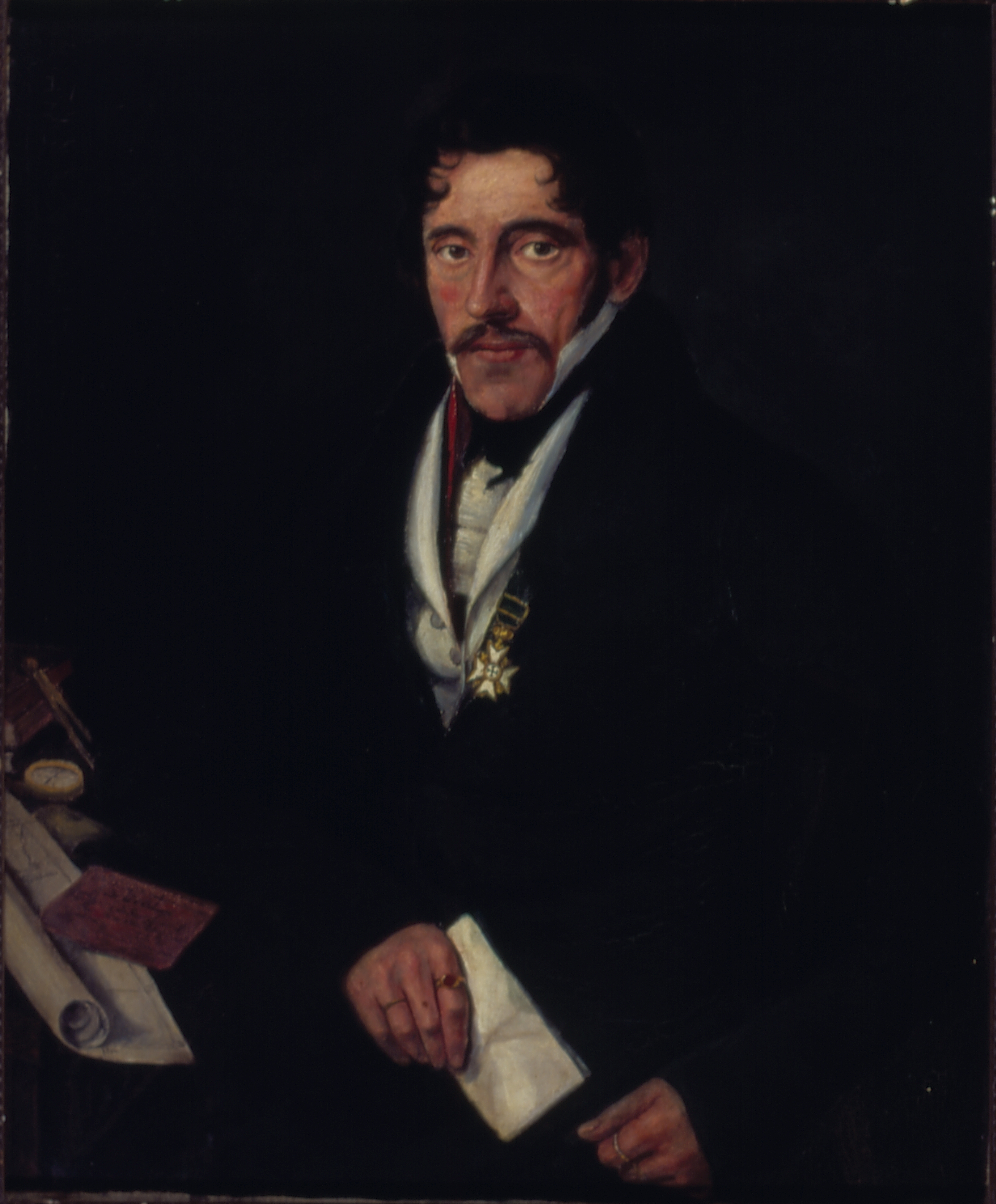
Eschwege em pintura de Bernhard Wiegandt, no Museu Paulista.

Diz dele a página 127 do volume 11 da obra "Enciclopédia dos Lugares Mágicos de Portugal" (2006) que, <enigmático>, dele ficou escassa memória.
Em honra dele seria mais tarde instituída no Brasil a Medalha Barão de Eschwege para galardoar a excelência em matéria de siderurgia. Podemos resumir sua história da seguinte maneira: Naturalista, estudioso de mineralogia, geologia e botânica, engenheiro militar de profissão, trabalhou desde 1803 em Portugal nas minas da foz do Alge em projeto abortado. Entra no exército português com o posto de capitão de artilharia desde 1807, tendo combatido as tropas francesas, passando desde 1810 ao Brasil, onde produzira significativo trabalho no campo da geologia e mineração. Assumindo o cargo de diretor de minas vira, mais tarde, a ser demitido pelos miguelistas. Reintegrado pelos liberais em 1835, fora promovido a brigadeiro do exército. Conhecedor dos hábitos portugueses, publicara em Hamburgo em 1833 a obra  "Portugal eis Stat-und Sittengemalde" (Portugal, Quadro estatístico - Moral, Cenas e Bosquejos) que D. Fernando II certamente leu, apesar de apreendida pelas autoridades alemães até sua reedição em 1837; e o mais certo é que tenha fortemente influído as escolhas políticas do então jovem príncipe. Quanto à sua relação com D. Fernando II, presume-se ter sido de grande confiança, ao ponto de o rei lhe ter concedido carta branca para traçar as reformas da Pena e de o ter preferido a Possidónio da Silva, então arquiteto da Casa Real, logo que, durante a execução do projeto, surgiram as primeiras desavenças entre ambos.» E, adiante: «D. Fernando certamente viu em Eschwege, para além de uma experiência vivida e uma proximidade linguística que muito ajudava a resolver os problemas do projecto, a flexibilidade e a adaptabilidade necessárias para ceder às idiossincrasias do príncipe, que queria ali fazer o «seu» palácio, quase que partilhando a autoria. Por outro lado, a cultura do barão de Eschwege, que privara com von Humboldt e Goethe quando de uma das suas viagens pela Europa e que conhecia certamente as dissertações de Schlegel quanto à sublimidade do gótico e da sua suposta relação com a natureza, dir-lhe-iam mais do que a de um prático (embora competente) arquiteto português.

## Obras publicadas
A obra do barão de Eschwege é muito vasta e está na sua maior parte escrita em alemão, sem tradução portuguesa. A lista que se segue é pois muito incompleta:
- Brasil, novo mundo, Vol. I. Tradução Domício de Figueiredo Murta. Belo Horizonte: Fundação João Pinheiro, 1996. Introdução de João Antônio de Paula.
- Brasil, novo mundo, Vol. II. Tradução Myriam Ávila. Belo Horizonte: Fundação João Pinheiro, 2000. Introdução de Friedrich E. Renger.
- Jornal do Brasil, 1811 — 1817: ou relatos diversos do Brasil colectados durante expedições científicas. Tradução: Friedrich E. Renger, Tarcísia Lobo Ribeiro e Günter Augustin. Belo Horizonte: Fundação João Pinheiro, 2002. Introdução de Friedrich E. Renger e Douglas Cole Libby.
- Pluto Brasiliensis. São Paulo: Nacional, 1941. (2 volumes).
- Notícias e reflexões estadísticas a respeito da Província de Minas Gerais;
- Memória sobre a história moderna da Administração das Minas em Portugal, datada de 1838.
- Extracto de huma Memoria sobre a decadência das minas de Ouro da capitania de Minas Geraes, e sobre vários outros objectos Montanhisticos. Memorias da Academia Real da Sciencias de Lisboa, tomo 4, partr 2, 1815;
- Contribuições para a Orografia Brasileira.
- Memória sobre a história moderna da Administração das Minas em Portugal, 1838 (segundo a GEPB).
- Portugal: ein Staats- und Sittengemälde in Skizzen und Bildern nach dreißigjährigen Beobachtungen und Erfahrungen, Hoffmann und Campe, Hamburg, 1837.
- Journal von Brasilien oder vermischte Nachrichten aus Brasilien, auf wissenschaftlichen Reisen gesammelt. Landes-Industrie-Comptoir, Weimar 1818 (2 Hefte, hrsg. von Friedrich Justin Bertuch)
- Geognostisches Gemälde von Brasilien und wahrscheinliches Muttergestein der Diamanten. Landes-Industrie-Comptoir, Weimar 1822
- Brasilien: Die neue Welt in topographischer, geognostischer, bergmännischer, naturhistorischer, politischer und statistischer Hinsicht während eines elfjährigen Aufenthaltes von 1810 bis 1821; mit Hinweisung auf die neueren Begebenheiten. Vieweg, Braunschweig 1830 (2 Bände)
- Beiträge zur Gebirgskunde Brasiliens. Reimer, Berlin 1832
- Pluto brasiliensis: Eine Reihe von Abhandlungen über Brasiliens Gold-, Diamanten und anderen mineralischen Reichthum, über die Geschichte seiner Entdeckung, über das Vorkommen seiner Lagerstätten, des Betriebs, der Ausbeute und die daraufbezügliche Gesetzgebung u.s.w. Reimer, Berlin 1833